# Heterochelus albosetosus
Heterochelus albosetosus är en skalbaggsart som beskrevs av Kulzer 1960. Heterochelus albosetosus ingår i släktet Heterochelus och familjen Melolonthidae. Inga underarter finns listade i Catalogue of Life.